# تيري تشارلز
تيري تشارلز (بالإنجليزية: Terry Charles)‏ هو لاعب كرة قدم أمريكية أمريكي، ولد في 8 يوليو 1979 في لونغ بيتش في الولايات المتحدة.